# Yauheni Akhramenka
Yauheni Akhramenka, né le 30 juin 1995 à Jlobine, est un coureur cycliste biélorusse. Il participe à des compétitions sur route et sur piste.

## Palmarès sur route

### Par année
- 2016
  - 3e du championnat de Biélorussie sur route espoirs
- 2017
  - 2e du championnat de Biélorussie du contre-la-montre espoirs
- 2018
  - 3e du Grand Prix de Minsk

### Classements mondiaux
| Année           | 2017   |
| --------------- | ------ |
| UCI Europe Tour | 1 812e |

## Palmarès sur piste

### Championnats du monde
- Cali 2014
  - 12e de la poursuite par équipes
- Saint-Quentin-en-Yvelines 2015
  - 14e de la poursuite par équipes
- Apeldoorn 2018
  - 14e de la poursuite par équipes[2]
- Pruszków 2019
  - 13e de la poursuite par équipe[3]

### Championnats de Biélorussie
- 2012
  - 2e du championnat de Biélorussie de poursuite par équipes
- 2014
  -  Champion de Biélorussie de l'américaine (avec Raman Tsishkou)
- 2015
  -  Champion de Biélorussie de l'omnium
- 2016
  -  Champion de Biélorussie de poursuite par équipes (avec Yauheni Karaliok, Mikhail Shemetau et Hardzei Tsishchanka)
- 2017
  -  Champion de Biélorussie de poursuite par équipes (avec Anton Muzychkin, Raman Ramanau et Raman Tsishkou)
  - 2e du championnat de Biélorussie de l'américaine
  - 2e du championnat de Biélorussie de course aux points
- 2018
  -  Champion de Biélorussie de poursuite par équipes (avec Artsiom Muzykin, Maksim Andreyeu, Raman Tsishkou et Raman Ramanau)
- 2019
  -  Champion de Biélorussie de poursuite
  - 2e du championnat de Biélorussie de scratch
  - 3e du championnat de Biélorussie de course aux points
- 2020
  -  Champion de Biélorussie de poursuite par équipes (avec Raman Tsishkou, Aliaksei Shmantsar et Kiryl Prymakou)
  - 3e du championnat de Biélorussie de course aux points
- 2021
  - 2e du championnat de Biélorussie de poursuite par équipes
  - 3e du championnat de Biélorussie de l'américaine

### Six Jours
- Turin : 2e en 2018 avec (Raman Tsishkou)
- Fiorenzuola d'Arda : 3e en 2018 avec (Raman Tsishkou)